# محمد عبد العزيز حصان

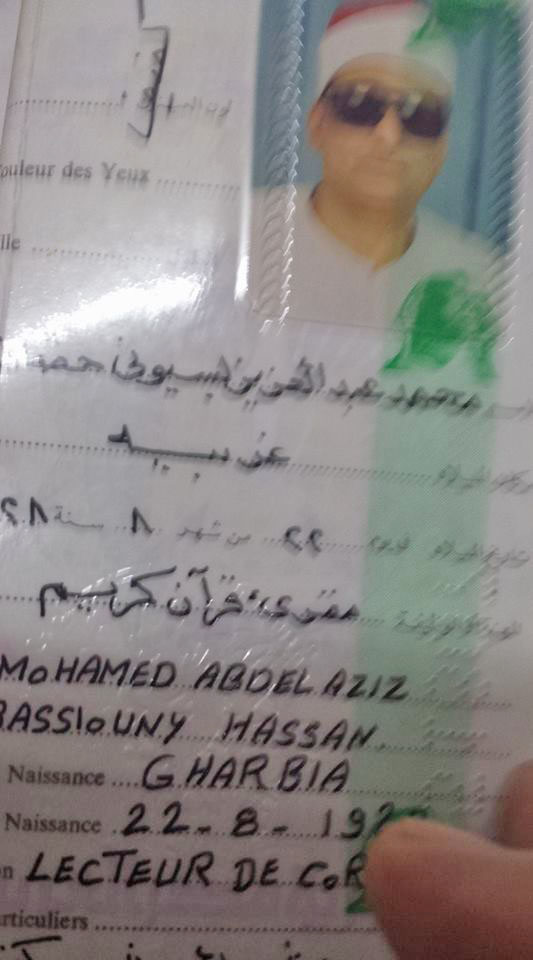
صورة لجواز سفر الشيخ حصان بها الاسم وتاريخ الميلاد

الشيخ محمد عبد العزيز حصّان (22 أغسطس 1928 - 2 مايو 2003) قارئ قرآن مصري ويعد أحد أعلام هذا المجال البارزين، من مواليد مركز كفر الزيات بمحافظة الغربية. لقب «بأستاذ الوقف والابتداء والتلوين النغمي».

## نشأته
وُلد القارئ الشيخ محمد عبد العزيز بسيوني حصّان  قارئ المسجد الأحمدي بطنطا، يوم 22 أغسطس عام 1928م في قرية ((الفرستق)) بمركز بسيون - كانت تتبع مركز كفر الزيات في ذلك الوقت - بمحافظة الغربية.
حفظ الشيخ حصّان القرآن الكريم وهو ابن السابعة ساعده على ذلك تفرغه الكامل لحفظ القرآن الكريم بسبب فقد البصر، فكان ذهنه متفرغاً لشيء واحد وهو حفظ كتاب الله عز وجل. وأكمل حفظ كتاب الله في فترة وجيزة قبل أن يكمل سن السابعة. تعلم القراءات السبع وحفظ الشاطبية في مدة لا تزيد على عامين فقط فأصبح عالماً بأحكام القرآن قبل العاشرة من عمره.

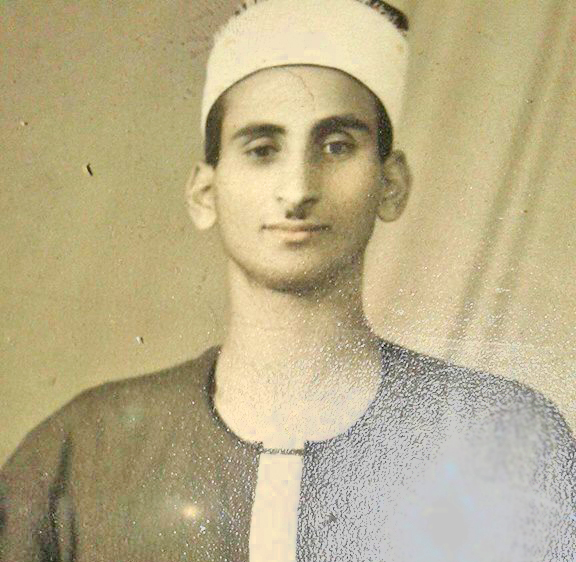
صورة في شباب الشيخ حصان

## أستاذ الوقف والابتداء والتلوين النغمي
أطلق على الشيخ ألقاب كثيرة منها القارئ الفقيه وقارئ العبور وقارئ النصر ولكن أهم هذه الألقاب هو أستاذ الوقف والابتداء والتلوين النغمي. 

## الالتحاق بالإذاعة
تقدم لاختبار الإذاعة أمام لجنة القراء في يناير 1964م. ولكن اللجنة أعطته مهلة لمدة 6 شهور عاد بعدها للاختبار وحصل على مرتبة الامتياز في الاختبار الثاني وكان عام 1964م بداية لتاريخه الإذاعي.

## وفاته
توفي الشيخ حصان ليلة يوم الجمعة الموافق 2 مايو عام 2003م.